# Вюртемберг-Баден
Вюртемберг-Баден (нем. Württemberg-Baden) — бывшая земля в ФРГ, созданная в 1945 году из северной части Народного государства Вюртемберг и северной части Республики Баден. 
Столица — город Штутгарт. В 1952 году Вюртемберг-Баден вместе с двумя другими землями был объединён в землю Баден-Вюртемберг.

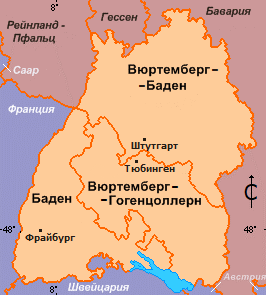
Баден - Вюртемберг, 1945 - 1952 годы

## История
В 1945 году из северной части бывшего Народного государства Вюртемберг и северной части бывшей Республики Баден, оказавшихся после войны в американской зоне оккупации, была создана земля Вюртемберг-Баден со столицей в городе Штутгарт. При этом южная часть бывших Вюртемберга и Бадена оказались во французской зоне оккупации и на их территории были созданы земли Вюртемберг-Гогенцоллерн (включающая также бывшую прусскую провинцию Гогенцоллерн) и Баден.
В 1946 году Вюртемберг-Баден принял конституцию, а в 1949 году на правах федеральной земли вошёл во вновь образованное государство — Федеративную Республику Германии. В 1952 году произошло объединение трёх земель ФРГ — Бадена, Вюртемберг-Бадена и Вюртемберг-Гогенцоллерна в землю Баден-Вюртемберг, существующую сегодня.